# 리먼 브라더스의 파산
리먼 브라더스의 파산 또는 리먼 쇼크는 2008년 9월 15일에 발생한 리먼 브라더스의 파산이다. 이는 서브프라임 모기지 사태의 정점이었다. 금융서비스 회사가 서브프라임 모기지의 과도한 지위로 인해 신용 등급 하향 조정이 진행 중이라는 통보를 받은 후, 연준은 구조 조정을 위한 자금 조달을 협상하기 위해 여러 은행을 소환했다. 이러한 논의는 실패했고, 리먼은 미화 6000억 달러 이상의 자산과 관련된 미국 역사상 최대 규모의 파산 신청으로 남아 있는 챕터 11 청원서를 제출했다.
파산으로 인해 다우 존스 산업평균지수는 하루 동안 4.5% 하락했는데, 이는 2001년 9월 11일 공격 이후 가장 큰 하락폭이었다. 이는 정부의 위기 관리 능력이 한계에 이르렀음을 알리고 전반적인 금융 공황을 촉발했다. 주요 신용원인 머니마켓 뮤추얼펀드에는 손실을 피하기 위해 대규모 인출 요구가 있었고, 은행간 대출시장은 위축되면서 은행들이 도산을 눈앞에 두고 있다. 정부와 연준 시스템은 공황을 억제하기 위해 몇 가지 긴급 조치로 대응했다.
2022년 5월 현재 모회사인 리먼 브라더스 홀딩스(Lehman Brothers Holdings, Inc.)는 뉴욕 남부 지역 파산 법원에서 청산 상태를 유지하고 있다. 미국과 해외의 관리인 사무실은 회사 채권자에 대한 지불을 계속 감독해 왔다.

## 같이 보기
- 베어스턴스
- 마진 콜: 24시간, 조작된 진실
- 빅쇼트
- C (애니메이션)